# Pacunele
Pacunele (lit.  Pociūnėliai) – miasteczko na Litwie w okręgu szawelskim, nad rzeką Laudą, przy linii kolejowej Wilno – Szawle. Do końca XIX w. Pacunele zaliczano do miasteczek i zamieszkane było przez ludność polską (potomków laudańskiej szlachty zaściankowej). Miasteczko wchodziło w skład Rzeczypospolitej Obojga Narodów.
Miejscowość została opisana w Potopie Henryka Sienkiewicza.